# ボールドウィン・ピアノ・カンパニー
ボールドウィン・ピアノ・カンパニー（Baldwin Piano Company）は、アメリカ合衆国のピアノブランドである。かつては米国を拠点とする最大の鍵盤楽器製造業者であったが「America's Favorite Piano（アメリカのお気に入りのピアノ）」というスローガンで知られていた。2008年12月にほとんどの国内生産を停止し、中国へ生産を移した。ボールドウィンは現在、 アメリカ最大の楽器製造業者ギブソン・ギター・コーポレーションの子会社である。

## 歴史
ボールドウィン社の歴史は、ドワイト・ハミルトン・ボールドウィンがオハイオ州シンシナティでピアノやオルガン、バイオリンを教え始めた1857年に遡る。1862年、ボールドウィンはデッカー・ブラザーズピアノの販売特約店を始め、1866年に販売員としてLucien Wulsinを雇った。Wulsinは販売特約店の共同経営者となり、会社は1873年にD.H. Baldwin & Companyと呼ばれるようになり、彼の指導の下でボールドウィン・カンパニーは1890年代までにアメリカ合衆国中西部で最大のピアノ販売業者となった。
1889年から1890年に、ボールドウィンは「製造し得る限り最良のピアノ」を製造すると宣言し、続いてリード・オルガンを製造するHamilton Organとピアノを製造するボールドウィン・ピアノ・カンパニーの2つの会社を設立した。会社の初のピアノ（アップライトピアノ）は1891年に販売が始まった。1895年には初のグランドピアノを発表した。

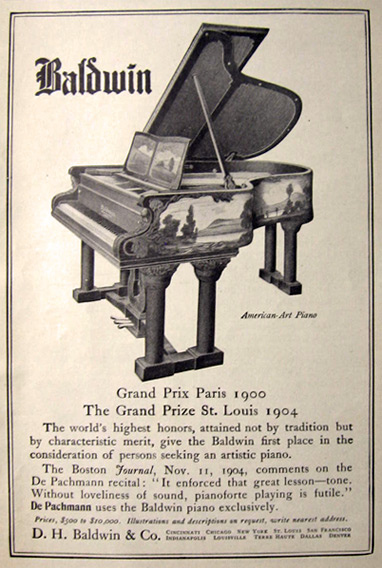
1905年のBaldwinの広告。

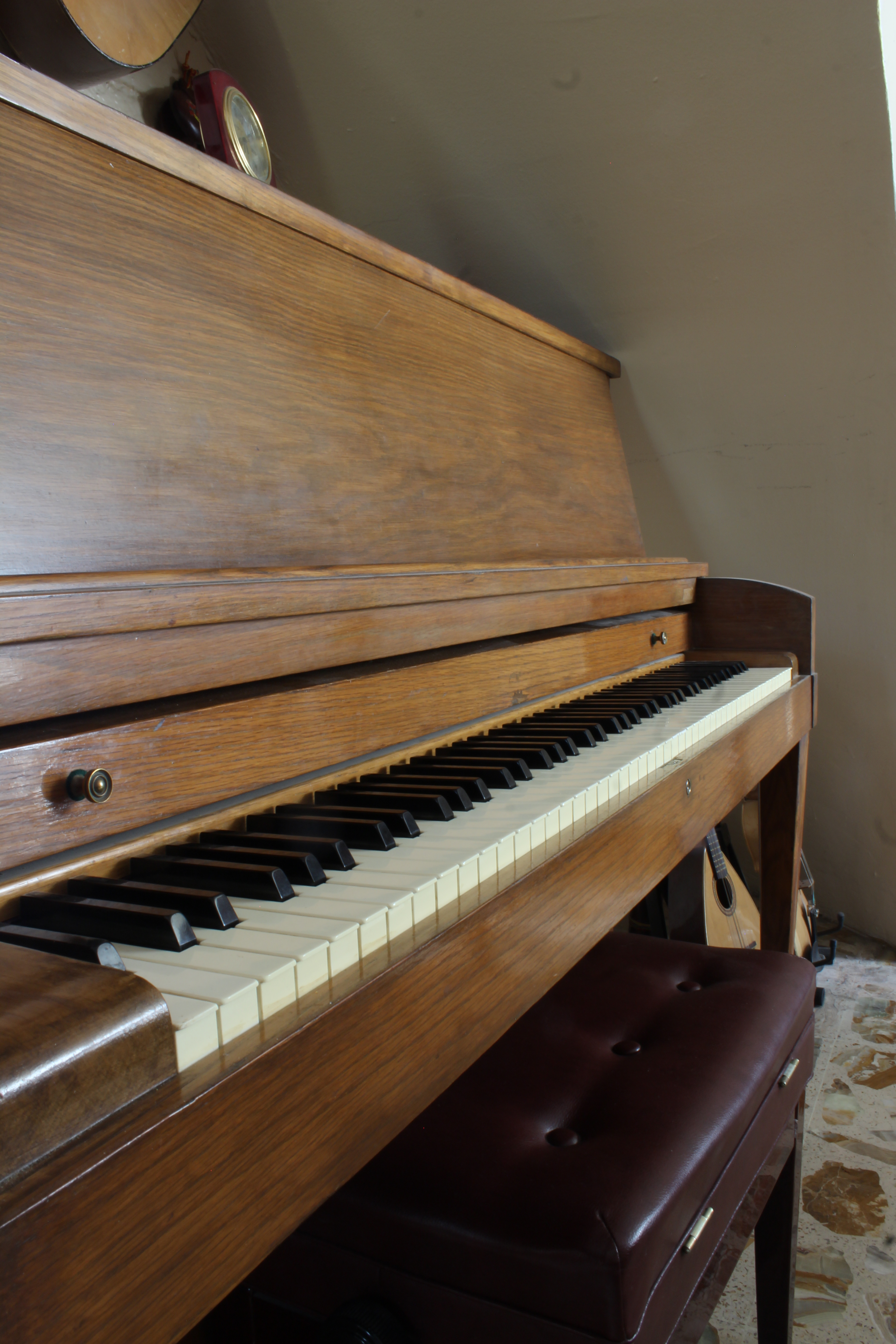
1968年に製造されたBaldwin Hamilton。

ボールドウィンは1899年に死去し、彼の資産の大部分は伝道目的に資金を供給するために残された。Wulsinは最終的にボールドウィンの資産は購入し、会社の体制の小売から製造への転換を続けた。会社は1900年にパリ万国博覧会に出品したモデル112でグランプリを受賞し、こういった賞を受賞した初のアメリカ製ピアノとなった。ボールドウィン製ピアノはセントルイス万国博覧会と1914年 英米博覧会でも最高賞を受賞した。1913年までに、事業は活発となり、ボールドウィンは米国全土の小売店を持っていたのに加えて、32カ国へと輸出した。
ボールドウィンは、その他多くの製造業者と同様に、1920年代に自動ピアノの製造を始めた。ピアノ工場はオハイオ州シンシナティに建設された。このモデルは1920年代末までに不人気となり、世界大恐慌の始まりと相まって、これはボールドウィンへ災いを及ぼした。しかしながら、社長Lucien Wulsin IIはこういった状況のために大きな積立金を作っており、ボールドウィンは市況の低迷を乗り切ることができた。
第二次世界大戦中、米国戦時生産委員会は戦争遂行努力のために工場を使うことができるように米国の全ての製造業の停止を命令した。ボールドウィンの工場はエアロンカPT-23初等練習機やカーチス・ライトC-76キャラバン輸送機といった様々な航空機のための合板製部品の製造のために使われた。軍用機における木製部品の使用は大成功とは決して考えることはできなかったが、合板製の航空機の翼を建造するうえで学んだ教訓は結局のところは戦後のピアノモデルで使われた21層カエデ材ピン板の設計の開発に役立った。
戦争が終わった後、ボールドウィンはピアノの販売を再開し、1953年までに戦前の2倍の生産数に達した。1946年、ボールドウィンは初めての電気ピアノ（開発は1941年）を発売した。電気ピアノは大きな成功を収めたため、ボールドウィンはボールドウィン・ピアノ&オルガン・カンパニーに改称した。1961年、ルシアン・ウルシン3世が社長となった。1963年までに、ボールドウィン社はC. ベヒシュタイン・ピアノフォルテファブリックを買収し、1986年まで所有した。1959年、ボールドウィンはアーカンソー州コンウェイに最初はアップライトピアノの製造のために新たなピアノ製造工場を建設した。この工場では1973年までに100万台のアップライトピアノが作られた。1961ににボールドウィンはミシシッピ州グリーンウッドに新しいピアノ工場を建設した。それ以降にアップライトピアノの生産はオハイオ州シンシナティからグリーンウッドへ移された。
ボールドウィン社は次にポップ・ミュージックの成長から利益を得ようと試みた。フェンダー・ミュージカル・インストゥルメンツ・コーポレーションの買収が失敗に終わった後、ボールドウィンは1965年に38万米ドルでロンドンのバーンズを買収し、社のピアノ小売店を通じてギターの販売を始めた。この時期、ボールドウィンのエンジニアRobert C. Schererがナイロン弦ギターのためのPrismatoneピックアップを開発した。ギターの販売に不慣れであったボールドウィンの小売店は多くのギター購買者の興味を引くことに失敗し、売り上げは期待外れに終わった 。1967年、ボールドウィンはグレッチギターも買収した。グレッチは自社の経験豊かなギター販売員と公認小売店の流通網を有していた。しかしながら、フェンダーとギブソンがギター市場の支配し続け、売り上げは期待された水準には届かなかった。グレッチギターの経営は1989年にグレッチ家に売り戻された。
1970年代を通して、ボールドウィン社は金融サービスへ活動分野を広げるために大きな努力を始めた。Morley P. Thompsonの指揮の下で、ボールドウィンは数十の会社を買収し、1980年代初頭までにMGIC投資コーポレーションを含む200社を超える貯蓄貸付機関、保険会社、投資会社を所有した。ボールドウィン社はUnited Corp. との合併後の1977年に社名をボールドウィン-ユナイテッドに変更した。1980年、ボールドウィン社はアーカンソー州トルーマンに新たなピアノ製造工場を開業した。しかし、1982年までに、ピアノ事業はボールドウィンの36億米ドルの収益のわずか3パーセントになった。その一方で、ボールドウィン社は買収と新たな施設の資金を調達するために大きな債務を負っており、次第に貸付債務の支払が困難になっていた。1983年、持株会社といくつかの子会社が総額90億米ドルを超える負債を抱えて破産へと追い込まれた。これは当時市場最大の倒産だった。しかし、ピアノ事業は倒産を免れた。
1984年の倒産手続き中、ボールドウィンのピアノ事業はその経営管理者に売却された。新会社は1986年にボールドウィン・ピアノ・アンド・オルガン・カンパニーとして公開され、本社はオハイオ州ラブランドに移された。
しかし、人口構造の変化と外国との競争により鍵盤楽器の販売は停滞した。ボールドウィン社は市場占有率を増やすためにウーリッツァーを買収したり、生産コストを下げるために製造を海外に移すことで対応した。1998年、ボールドウィン社は本社をラブランドから近隣のディアフィールド・タウンシップへ移した。1990年代の間中ずっと、ボールドウィン社の運勢は好転し、1998年までに、コンウェイ工場の270人の従業員は毎年2,200台のグランドピアノを作っていた。しかしながら、2001年、ボールドウィンは再び困難に直面し、再度破産申請をした。ボールドウィン社はギブソン・ギター・コーポレーションによって買われた。2005年にリストラを行う際に、ボールドウィン社はトルーマン工場の一部の従業員を解雇した。
現在ギブソン・ギター・コーポレーションの子会社であるボールドウィン社はボールドウィン（Baldwin）、チッカリング（Chickering）、ウーリッツァー（Wurlitzer）、ハミルトン（Hamilton）、ハワード（Howard）ブランドの楽器を製造している。ボールドウィンは中国で2つのピアノ工場を購入し、ここでグランドピアノとアップライトピアノを製造している。過去の米国製アップライトを再現したモデルは中国の中山市にある工場で作られている。これらの復刻モデルにはBaldwin HamiltonスタジオモデルB243およびB247が含まれる。これらはこれまで作られた中で最も人気のある学校ピアノである。Donbei（東北）のより大規模な工場では現時点ではピアノは作られていない。ボールドウィンのグランドピアノは中国の柏斯琴行（Parsons Music Group）によって作られている。全ての新品ピアノはウーリッツァーやハミルトン、チッカリングではなくボールドウィンブランドの下で販売されている。
ボールドウィンは2008年12月にアーカンソー州トルーマン工場での新たなピアノの製造を止めた。特注グランドピアノの製造と注文された多数の芸術的なグランドピアノの仕上げのために少人数のスタッフが残っている。

## 有名な奏者

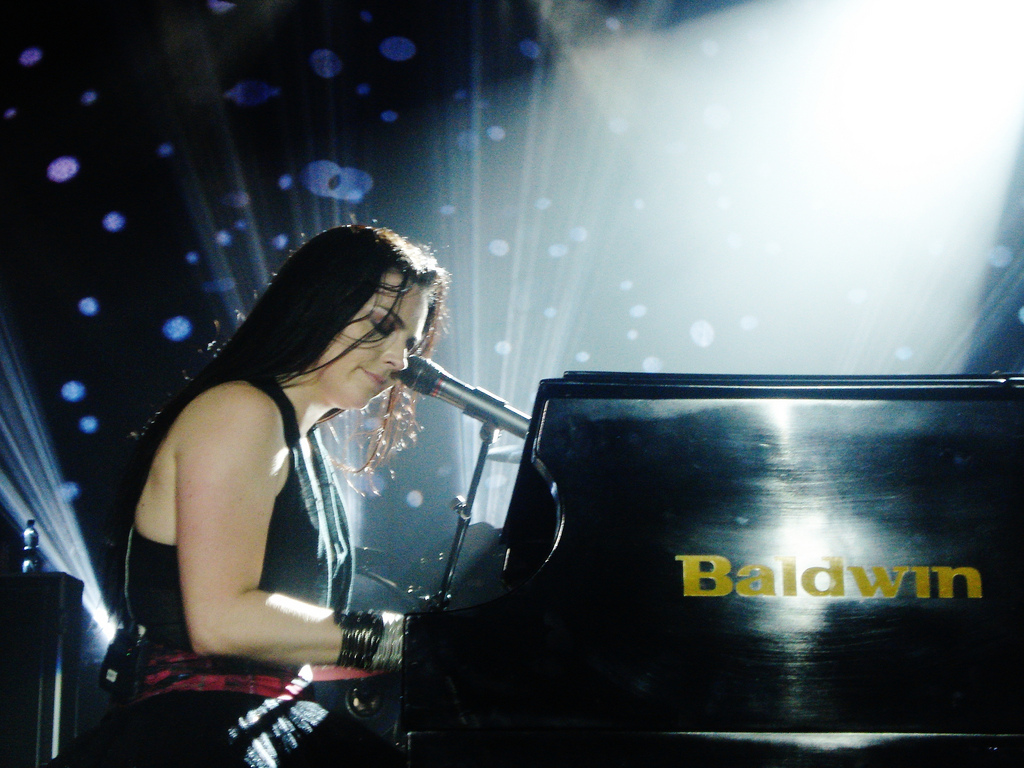
エヴァネッセンスのエイミー・リー（2011年）。

多くの名高い音楽家がボールドウィンピアノを使って作曲、演奏、録音を行ってきた。これらにはピアニストのヴァルター・ギーゼキング、クラウディオ・アラウ、ホルヘ・ボレット、アール・ワイルド、ホセ・イトゥルビ、作曲家のアーロン・コープランド、フィリップ・グラス、イーゴリ・ストラヴィンスキー、バルトーク・ベーラ、スティーヴン・ソンドハイム、レナード・バーンスタイン、ルーカス・フォス、ジョン・ウィリアムズがいる。またポップ・ミュージックのレイ・チャールズ、リベラーチェ、リチャード・カーペンター、マイケル・ファインスタイン、ビリー・ジョエル、キャット・スティーヴンス、カーリー・サイモン、ジャズピアニストのデイヴ・ブルーベック、ジョージ・シアリング、ディック・ハイマンによってボールドウィンピアノは使われてきた。エヴァネッセンスのリードボーカリスト、ピアニスト、キーボーディストであるエイミー・リーも作曲、録音、ライブ演奏のほとんどにおいてこのブランドを使用している。ボールドウィンピアノはテレビ番組『レイト・ショー・ウィズ・デイヴィッド・レターマン』においてポール・シェーファーによって毎晩演奏されていた。ボールドウィンはテレビドラマ『glee/グリー』の公式ピアノだった。マリアン・マクパートランドの長寿ラジオ番組『Piano Jazz』はボールドウィンの提供だった。ボールドウィンはアーティストと交響楽団の名簿ではスタインウェイに次いで第2位である。

## 製造ブランド
| - Acrosonic（スピネット型） - Baldwin - Chickering - Ellington - Franke - Hamilton | - Howard - Kremlin - Manualo - Modello - Monarch - St. Regis | - Sargent - Schroeder - Valley Gem - Winton - Wurlitzer（エレクトリックピアノ） |